# Auetal
Auetal est une commune allemande de Basse-Saxe située dans l'arrondissement de Schaumbourg.

## Géographie

### Communes limitrophes
| Obernkirchen | Stadthagen, Apelern | Apelern, Pohle |
| Buchholz     | Auetal              | Hülsede        |
| Rinteln      | Hessisch Oldendorf  | Hülsede        |

### Quartiers
1. Altenhagen
2. Antendorf
3. Bernsen
4. Borstel
5. Escher
6. Hattendorf
7. Kathrinhagen
8. Klein Holtensen
9. Poggenhagen
10. Raden
11. Rannenberg
12. Rehren
13. Rolfshagen
14. Schoholtensen
15. Westerwald
16. Wiersen

## Histoire
Les villages de Antendorf, Klein Holtensen, Rehren et Wiersen, qui sont aujourd'hui des quartiers d'Auetal, ont été mentionnés pour la première fois dans un document officiel en 1182.

## Personnalités liées à la ville
- Johannes Indaginis (1415-1475), moine né à Hattendorf.
- Kirsten Münchow (1977-), athlète née à Rehren.